# Pere Cendra
Pere Cendra (Barcelona?, final del s. XII? - 1244) fou un frare dominic, prior de Santa Caterina de Barcelona. Tot i no ésser beatificat, va ésser venerat com a beat a Barcelona; el seu culte, avui, ha desaparegut.

## Biografia
Malgrat la seva fama en vida, se'n conserven molt poques notícies, i ni tan sols coneixem on havia nascut. Frare de l'Orde de Sant Domènec, destacà per la seva capacitat de predicació, que aconseguí moltes conversions. Va ésser prior del Convent de Santa Caterina de Barcelona. Essent a Tarragona el 6 de maig de 1232, fou un dels testimonis (amb l'arquebisbe de la ciutat i l'abat de Poblet) de la legitimació i nomenament com a hereu del príncep Alfons d'Aragó per part del rei Jaume I el Conqueridor, que es disposava a partir per a Mallorca. Aquest rei li va demanar consell en alguna ocasió.

Famós per la seva virtut i santedat, se li atribuïren, encara en vida, molts miracles; la inscripció de la làpida de la seva tomba, desapareguda, ha estat transmesa per Diago i altres autors posteriors, deia:
| « | Aquí jeu fra Pere Cendra. En temps de la seva vida, va donar la vista a catorze cecs, restituí l'oïda a quatre sords, guarí set coixos, i donà salut a cinc paralítics i vint-i-quatre altres malalts desnonats. | » |

El seu germà, Francesc Cendra, també va ésser frare al mateix convent, i va aconseguir de Lluís IX de França la relíquia d'una de les espines de la Corona d'espines que va portar al convent. Aquest fet s'ha atribuït de vegades, equivocadament, a Pere Cendra.

## Veneració
Va ser sebollit al convent dominicà de Santa Caterina de Barcelona i el 1250, en fer-se la nova església, les restes foren traslladades a un sepulcre de pedra tallat amb episodis dels seus miracles, aixecat sobre quatre columnes de jaspi. Aviat tingueren lloc miracles i guaricions que s'atribuïren a la intercessió del frare, que fou popularment venerat. El 1598 se'n va obrir la tomba i les relíquies que se'n tragueren van ésser venerades pel rei Felip III d'Espanya i Margarida d'Àustria el 1599, en una visita que feren, juntament amb la infanta Isabel Clara Eugènia d'Espanya i l'arxiduc Albert VII d'Àustria.
Va ésser venerat i qualificat de beat i benaventurat, tot i que mai no va ésser oficialment beatificat. El culte públic va tenir lloc fins al 1835, quan el convent fou clausurat i enderrocat, i les relíquies i el sepulcre se'n perderen. En santorals dels segles XIX i començament del segle xx apareix com a «beat Pere Cendra, dominic» amb festivitat el 8 de juliol.